# Fréchet-Raum
Ein Fréchet-Raum wird im mathematischen Teilgebiet der Funktionalanalysis betrachtet. Es handelt sich um einen topologischen Vektorraum mit speziellen Eigenschaften, die ihn als Verallgemeinerung des Banachraums charakterisieren. Benannt ist der Raum nach dem französischen Mathematiker Maurice René Fréchet.
Die Hauptvertreter von Fréchet-Räumen sind Vektorräume von glatten Funktionen. Diese Räume lassen sich zwar mit verschiedenen Normen ausstatten, sind aber bezüglich keiner Norm vollständig, also keine Banachräume. Man kann auf ihnen aber eine Topologie definieren, sodass viele Sätze, die in Banachräumen gelten, ihre Gültigkeit behalten.

## Definition
Ein Fréchet-Raum ist ein hausdorffscher, lokalkonvexer und vollständiger topologischer Vektorraum mit einer abzählbaren Nullumgebungsbasis.
Eine äquivalente Eigenschaft zum Besitz einer abzählbaren Nullumgebungsbasis ist die Metrisierbarkeit. Ein Fréchet-Raum besitzt aber keine kanonische Metrik.

## Beschreibung der Topologie durch Halbnormen
Wie bei jedem lokalkonvexen topologischen Vektorraum kann auch die Topologie eines Fréchet-Raumes durch eine Familie von Halbnormen beschrieben werden. Die Existenz einer abzählbaren Nullumgebungsbasis garantiert, dass nur abzählbar viele Halbnormen zur Erzeugung der Topologie notwendig sind.
Mittels dieser abzählbaren Familie von Halbnormen kann man in einem Fréchet-Raumes eine Fréchet-Metrik definieren. Das heißt, die Frage nach der Metrisierbarkeit kann sogar konstruktiv beantwortet werden.

## Beispiele
Jeder Banachraum ist ein Fréchet-Raum.
Standardbeispiel für nicht normierbare Fréchet-Räume sind die Räume von glatten Funktionen auf einer kompakten Mannigfaltigkeit oder auf einer kompakten Teilmenge eines endlichdimensionalen reellen Vektorraumes. Ihre lokalkonvexe Topologie ist in kanonischer Weise eine Fréchet-Topologie.
Die wichtigsten nicht normierbaren Fréchet-Räume, die in der Praxis relevant sind, sind nukleare Räume. Dazu gehören die meisten Räume, die in der Theorie der Distributionen auftreten, die Räume holomorpher Funktionen auf einer offenen Menge oder Folgenräume wie der Raum der schnell fallenden Zahlenfolgen. Sie haben z. B. die Montel-Eigenschaft, d. h. jede beschränkte Menge ist relativ kompakt.

## Eigenschaften
In vollständigen metrisierbaren Vektorräumen wie etwa Banachräumen oder Fréchet-Räumen gilt der Satz über die offene Abbildung.

## Andere Bedeutungen
Ein topologischer Raum, der das Trennungsaxiom T1 erfüllt, wird gelegentlich auch „Fréchet-Raum“ genannt. Um Verwechslungen zu vermeiden, wird aber für solche Räume meist der Name T₁-Raum verwendet.